# Fernando León Boissier
Fernando León Boissier (Las Palmas de Gran Canaria, 28 de maig de 1966) és un regatista canari, ja retirat, guanyador d'una medalla olímpica d'or.
Membre del Real Club Nautico de Gran Canaria va participar, als 22 anys, en els Jocs Olímpics d'Estiu de 1988 celebrats a Seül (Corea del Sud), on va finalitzar quart i, per tant, aconseguí diploma olímpic, en la classe 470 masculina al costat de Francisco Sánchez Luna. En els Jocs Olímpics d'Estiu de 1992 celebrats a Barcelona (Espanya) participà en la classe Soling al costat d'Alfredo Vázquez i Felip de Borbó. En els Jocs Olímpics d'Estiu de 1996 realitzats a Atlanta (Estats Units) aconseguí guanyar la medalla d'or en la classe Tornado al costat del regatista José Luis Ballester, finalitzant en novena posició en els Jocs Olímpics d'Estiu del 2000 realitzats a Sydney (Austràlia).
Al llarg de la seva carrera ha guanyat 5 medalles en el Campionat del Món de vela, destacant la medalla d'or aconseguida el 1994. El 2008 guanyà la medalla de bronze en el Campionat d'Europa de vela en la classe snipe.